# Royal Order of Victoria and Albert
The Royal Order of Victoria and Albert (dansk: Victoria og Albert-ordenen) er en britisk, kongelig familieorden, der blev indstiftet af dronning Victoria den 10. februar 1862. Ordenen blev tildelt kvindelige medlemmer af den britiske kongefamilie  og enkelte andre, nærstående fyrstelige familier, samt kvindelige medlemmer af hoffet. Ordenen blev tildelt i dronning Victorias regeringstid, men blev ikke videreført af sønnen kong Edvard 7. efter hendes død i 1901.
Hædersbevisningen indebar ikke tildeling af nogen rang eller titel til modtageren, men denne var berettiget til at benytte bogstaverne "VA".
I lighed med andre britiske ordener, som ikke længere benyttes, er den aldrig blevet formelt ophævet.  Hver britisk regent siden Victoria er blevet ordensherre ved tronbestigelsen, hvorfor den nuværende ordensherre, Charles 3., har haft positionen siden 2022.

## Baggrund og udvikling
At få tildelt en fyrstelig portrætnål er en hædersbevisning, som går tilbage til slutningen af 1500-tallet. En sådan kunne tildeles både mænd og kvinder, men i 1800-tallet blev det til en kongelig husorden, som udelukkende var bestemt for kvinder. Disse familieordener, der er baseret på monarkens portræt, får navn efter den monark, som har indstiftet ordenen, og som er afbildet i portrætnålen. Monarkens portræt er indsat i en rund eller oval medaljon, omgivet af ædelsten og ofte med en krone over. 
Victoria og Albert-ordenen udvikledes fra medaljoner med et dobbeltportræt af forældrene, dronning Victoria og prins Albert, som prinsesse Victoria fik i konfirmationsgave i 1856 og prinsesse Alice i 1859. Medaljonerne havde kongeparrets dobbeltportræt i kamé indrammet af diamanter og med en krone over, ligeledes diamantbesat. Den var monteret på en hvid silkesløyfe og beregnet til at bæres ved skulderen. 
Dronning Victoria omtalte i 1859 konfirmationsgaven som "familieordenen". Ordenen blev imidlertid først formaliseret efter prins Alberts død i 1861, og den fik statutter i februar 1862. Kongeparrets døtre, prinsesserne Viktoria og Alice, blev anset for at være ordenens to første medlemmer, og ordenstegnet blev baseret på de medaljoner, de to allerede havde fået.

## Inddeling og insignier
Ordenen havde først én enkelt klasse, men i 1864 blev den delt i to. Ordenstegnet for anden klasse blev udstyret med fire diamanter og perler omkring kongeparrets portræt. I 1865 fik ordenen en tredje klasse. Den fik et ordenstegn baseret på bogstaverne V og A. Monogrammet fik ædelsten og perler og var kronet. I 1880 blev en ny anden klasse introduceret, og de to tidligere lavere klasser  blev ændret til at være ordenens tredje og fjerde klasse. Den nye anden klasse fik et ordenstegn, som var identisk med ordenstegnet for første klasse, men var af mindre størrelse. Ordenstegnene blev båret i sløjfe ved skulderen, men i 1888 bestemte dronningen, at ordenstegnet for første klasse også kunne bæres i ordensbånd over skulderen.
Efter at ordenen formelt var oprettet, blev der lavet et embedstegn til dronning Victoria som ordensherre. Dette var udformet på samme måde som ordenstegnet, men havde prins Alberts portræt foran dronningens. I de almindelige ordenstegn er dronningens portræt placeret foran prinsens.
For alle ordenens klasser blev bogstaverne VA benyttet efter en persons navn for at angive medlemskab.

## Tildeling
Kvindelige medlemmer af den britiske kongefamilie fik tildelt Victoria og Albert-ordenen i forbindelse med deres konfirmation. Dronningens børnebørn og niecer kunne tildeles ordenens anden klasse. Ordenen blev også givet til tilgiftede medlemmer af familien og til andre fyrstelige, som stod det britiske kongehuset nær. 
Mens ordenens to øverste klasser blev tildelt kongelige, blev de to laveste klasser af ordenen tildelt hofdamer. Ved et par ekstraordinære anledninger blev ordenen tildelt kvinder uden for hoffet for fortjenester, som deres ægtemænd havde indlagt sig som henholdsvis statholder i Irland og statsminister for Storbritannien.
Det blev udnævnt 24 til ordenens første klasse, 17 til anden klasse, 34 til tredje klasse og 32 til fjerde klasse.  
Den sidste tildeling af Victoria og Albert-ordenen skete i 1901. Efter dronning Victorias død samme år blev der ikke foretaget flere tildelinger. Den nye konge indstiftede sin egen familieorden, Royal Family Order of King Edward VII. 
Den sidste indehaver af Victoria og Albert-ordenen, prinsesse Alice, grevinde af Athlone, døde i 1981. 